# Noxiptiline
Noxiptiline (tên thương hiệu Agedal, Elronon, Nogedal), còn được gọi là noxiptyline và dibenzoxine, là thuốc chống trầm cảm ba vòng (TCA) được giới thiệu ở châu Âu vào những năm 1970 để điều trị trầm cảm. Nó có tác dụng giống imipramine, hoạt động như một chất ức chế tái hấp thu serotonin và norepinephrine, trong số các đặc tính khác. Trong số các TCA, noxiptiline đã được mô tả là một trong những amitriptyline hiệu quả nhất, cạnh tranh về hiệu quả lâm sàng.